# Lista szkół w Stargardzie

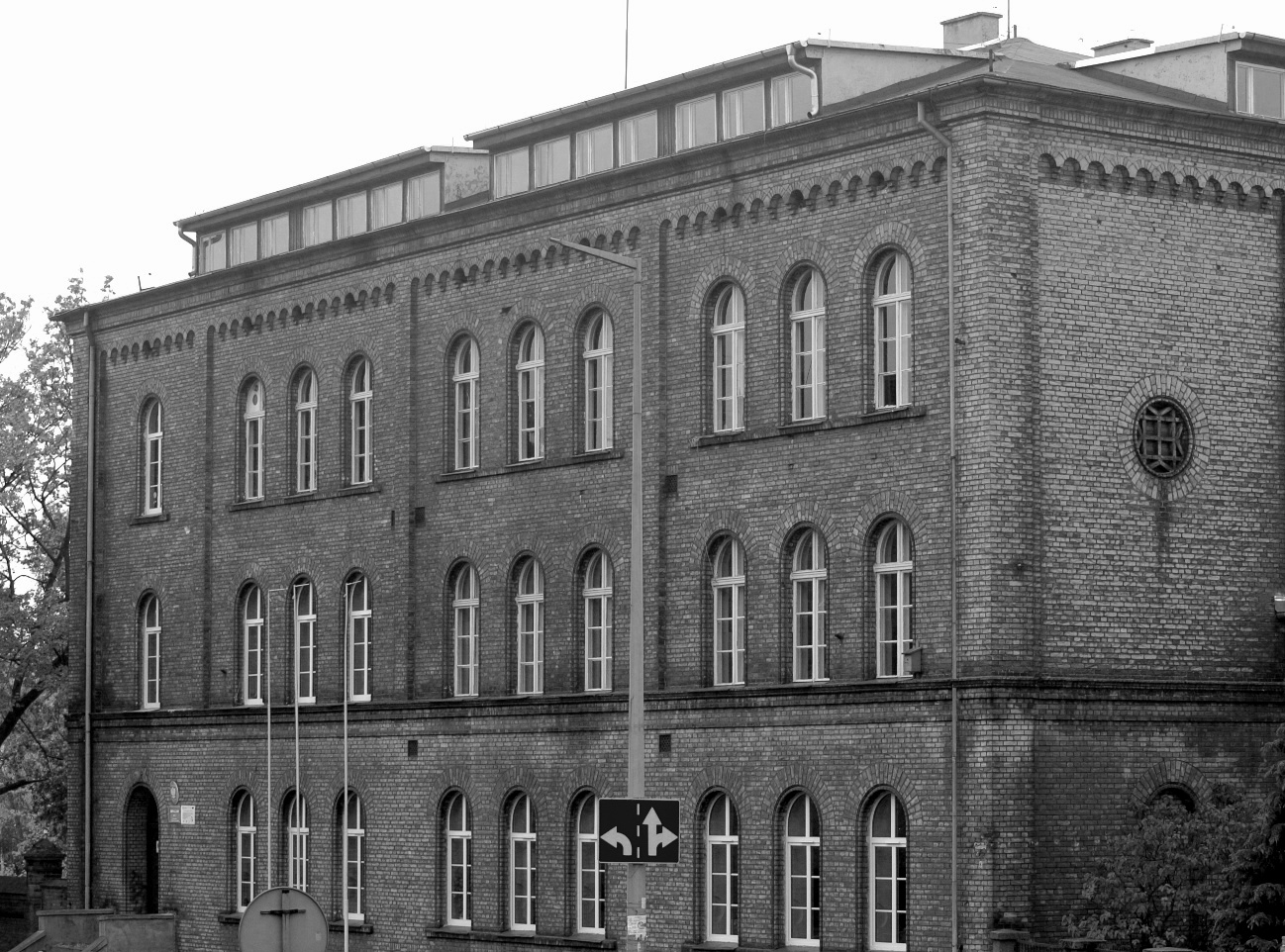
Gimnazjum nr 1

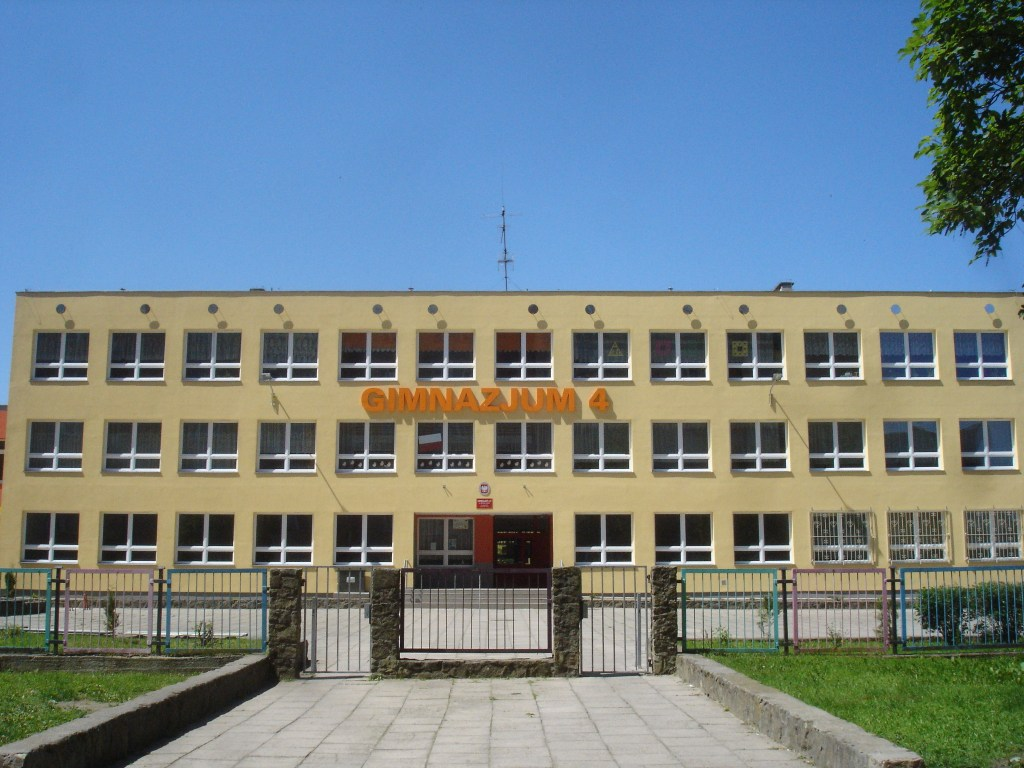
Gimnazjum nr 4

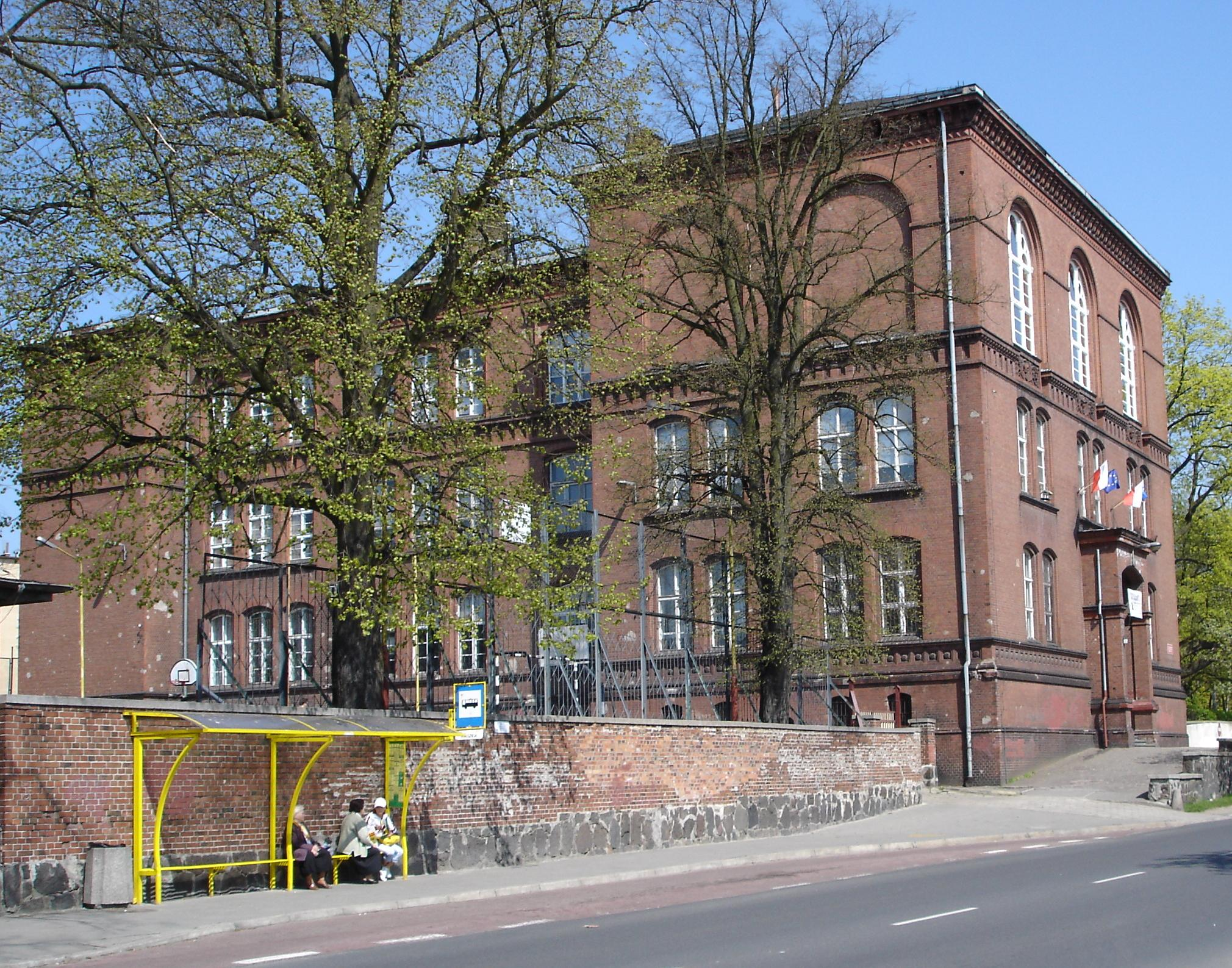
I Liceum Ogólnokształcące

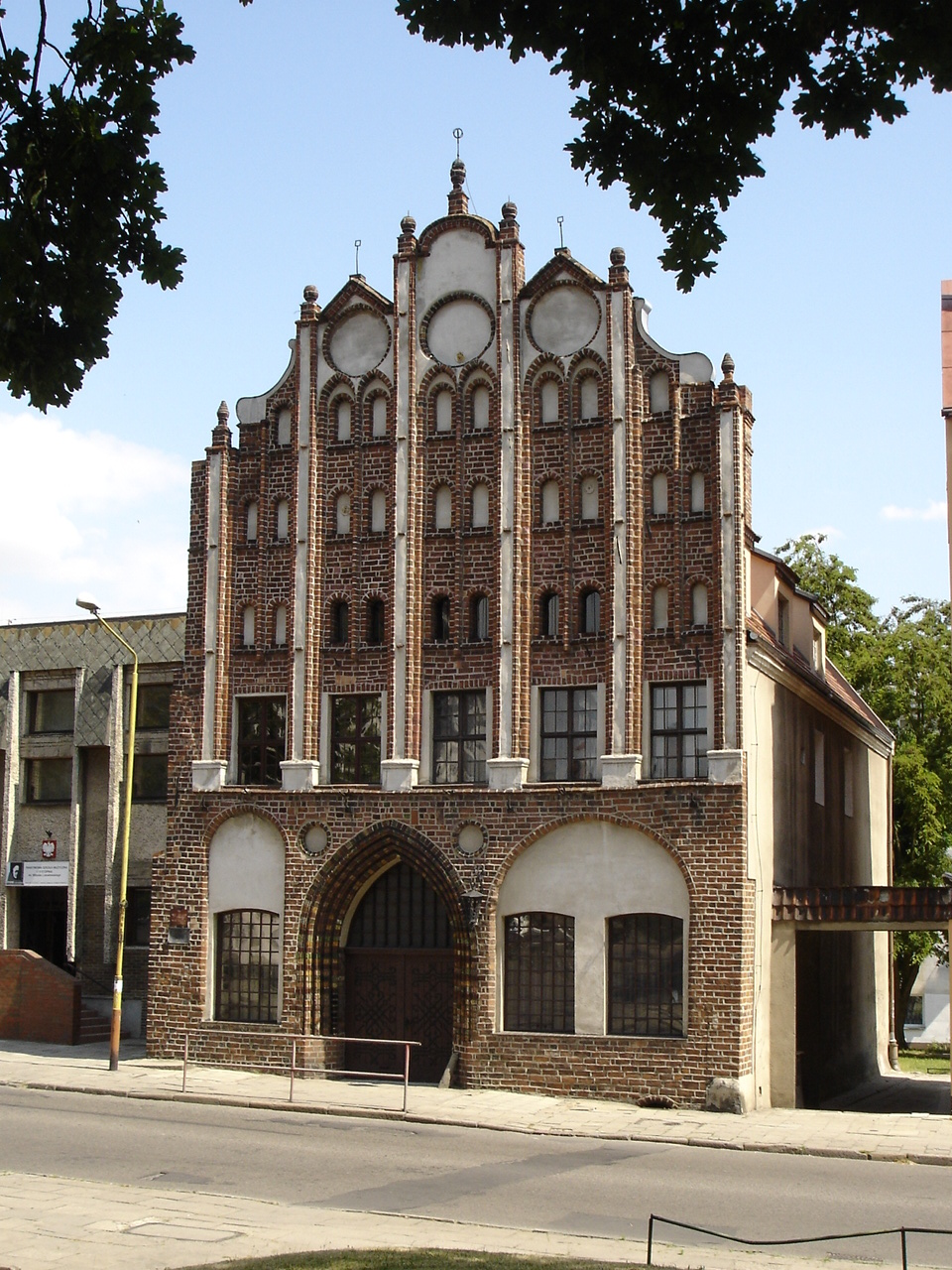
Szkoła muzyczna I i II stopnia (Dom Protzena)

Lista szkół w Stargardzie.

## Żłobki
- Żłobek Miejski (ul. Krasińskiego 5)
- Żłobek Miejski (os. Zachód A4)
- Bajkowy Dworek Jagatka (ul. Tańskiego 1B)
- Klub dziecięcy Tęczowa Przygoda (ul. Mickiewicza 4a)

## Przedszkola
- Przedszkole Miejskie nr 1 z Oddziałami Integracyjnymi (ul. Spichrzowa 6)
- Przedszkole Miejskie nr 2 (ul. Mieszka I 2)
- Przedszkole Miejskie nr 3 (os. Zachód A18)
- Przedszkole Miejskie nr 4 (os. Zachód B2)
- Przedszkole Miejskie nr 5 z Oddziałami Integracyjnymi (ul. Lechicka 11)
- Przedszkole Miejskie nr 6 (ul. Niewiadomskiego 14)
- Przedszkole Wojskowe nr 107 (os. Zachód A3)
- Niepubliczne Przedszkole Uśmiech (ul. Piwna 2)
- Niepubliczne Przedszkole Kajtuś (ul. Andersa 51)
- Niepubliczne Przedszkole Smerfuś (ul. Warszawska 11B)
- Niepubliczne Przedszkole Wesoła Lokomotywa (ul. Szczecińska 33)
- Niepubliczne Przedszkole Calineczka (ul. Kilińskiego 14)
- Niepubliczne Przedszkole Promyczek (ul. Czeska 11B)
- Niepubliczne Przedszkole Stumilowy Las (ul. Lechonia 6C-D)
- Niepubliczne Integracyjne Przedszkole Tęczowa Przygoda (ul. Mickiewicza 4a)
- Domowe Przedszkole Kubusia Puchatka (ul. Grunwaldzka 73)

## Szkoły podstawowe
- Szkoła Podstawowa nr 1 im. Juliusza Słowackiego (ul. Sienkiewicza 8)
- Szkoła Podstawowa nr 2 z Oddziałami Integracyjnymi (os. Zachód A5)
- Szkoła Podstawowa nr 3 im. Kornela Makuszyńskiego (ul. Limanowskiego 7)
- Szkoła Podstawowa nr 4 im. mjr. Henryka Sucharskiego (ul. Wielkopolska 30)
- Szkoła Podstawowa nr 5 im. Jana Pawła II (ul. Kuśnierzy 7)
- Szkoła Podstawowa nr 6 im. Jana Brzechwy (ul. Armii Krajowej 1)
- Szkoła Podstawowa nr 7 im. Astrid Lindgren (pl. Majdanek 13)
- Szkoła Podstawowa nr 8 im. Mikołaja Kopernika (ul. Traugutta 16)
- Szkoła Podstawowa nr 10 (ul. Szkolna 2)
- Szkoła Podstawowa nr 11 im. Noblistów Polskich (os. Zachód B15)
- Zespół Szkół Specjalnych (szkoła podstawowa i gimnazjum) im. Juliana Tuwima (ul. Wita Stwosza 1a/1b)
- Niepubliczna Szkoła Podstawowa z Oddziałami Integracyjnymi "Tęczowe Abecadło" (ul. Pierwszej Brygady 15B)

## Licea Ogólnokształcące
- I  Liceum Ogólnokształcące im. Adama Mickiewicza (ul. Staszica 2)
- II Liceum Ogólnokształcące im Cypriana Kamila Norwida (ul. Mieszka I 2)

## Zespoły Szkół
- Zespół Szkół nr 1 im. Mieszka I (park 3 Maja 2)
  - Technikum zawodowe nr 1
  - Zasadnicza Szkoła Zawodowa nr 1
  - Szkoła Policealna dla Dorosłych nr 1

- Zespół Szkół nr 2 (os. Zachód B 15a) 
  - Technikum Zawodowe nr 2
  - Zasadnicza Szkoła Zawodowa nr 2
  - Szkoła Policealna dla Dorosłych nr 1

- Zespół Szkół nr 5 Centrum Kształcenia Praktycznego im. T. Tańskiego (Gdyńska 8)
  - IV Liceum Profilowane
  - Technikum Zawodowe nr 5
  - Zasadnicza Szkoła Zawodowa nr 5

- Zespół Szkół Budowlano-Technicznych (ul. Składowa 2a)
  - Technikum Zawodowe nr 3
  - Technikum Uzupełniające nr 2
  - Zasadnicza Szkoła Zawodowa nr 3
  - Technikum Uzupełniające dla Dorosłych nr 2
  - Uzupełniające Liceum Ogólnokształcące dla Dorosłych
  - Zasadnicza Szkoła Zawodowa dla Dorosłych

- Zespół Szkół Ogólnokształcących  (os. Zachód A5)

- Zespół Szkół Specjalnych im. J. Tuwima (ul. Wita Stwosza 1a/1b)
  - Szkoła Filialna przy Samodzielnym Publicznym Zespole Zakładów Opieki Zdrowotnej
- WZDZ Szczecin Centrum Kształcenia Zawodowego w Stargardzie (ul. Bema 6)

- Centrum Kształcenia Praktycznego (ul. I Brygady 35)

## Prywatne szkoły ponadgimnazjalne
- Prywatne Policealne Studium Zawodowe Omnibus (os. Zachód A5)
  - Prywatne Liceum Ogólnokształcące Omnibus
  - Prywatne Liceum Uzupełniające Omnibus
  - Prywatne Policealne Studium Zawodowe Omnibus
- Grupa Szkół Niepublicznych (ul. Szczecińska 6)
  - Niepubliczna Szkoła Policealna
  - Niepubliczne Liceum Ogólnokształcące 
    - szkoła dla młodzieży
    - szkoła zaoczna
- Policealne Studium Zarządzania Żak (os. Zachód B15 a)
- Centrum Edukacji Sukces Liceum Ogólnokształcące dla Dorosłych w Stargardzie
- Gimnazjum dla Dorosłych Maximus (ul. Mieszka I 4)
- Collegium Medyczne Medica (ul.Mieszka I 4)
  - Studium Medyczne Medica
  - Studium Medica
  - Medyczna Zasadnicza Szkoła Zawodowa
- Prywatne Technikum Hotelarskie
- Legitime - Policealne Ekonomiczne Studium Zawodowe (os. Zachód B15 a)

- Policealne Studium Farmaceutyczne w Stargardzie (ul. Śniadeckiego 4-6)
- Powiatowe Centrum Kształcenia Ustawicznego

## Szkoły artystyczne
- Państwowa Szkoła Muzyczna I i II Stopnia im Witolda Lutosławskiego (ul. Kazimierza Wielkiego 13)

## Szkoły wyższe
- Stargardzka Szkoła Wyższa Stargardinum z Nauczycielskim Kolegium Języków Obcych  (Kazimierza Wielkiego 17)
- Nauczycielskie Kolegium Języków Obcych w Stargardzie
- Zachodniopomorska Szkoła Biznesu w Szczecinie, Wydział Przedsiębiorczości (ul. Gdyńska)